# Athos (mytologi)
Athos är i grekisk mytologi en av giganterna  som i kriget mot gudarna kastade ett berg upp mot himlen. Det slungades dock tillbaka av Jupiters blixtar och hamnade på nuvarande Chalkidikehalvön i Grekland där det fick sitt namn efter giganten.